# 超級名模
超級模特（英語：supermodel），俗称超级名模，简称超模，顾名思义，指的是模特行业中的超级成功者。超級模特這個名詞開始廣泛的被使用始於1980年代，要獲得此頭銜者，最基本必須是業內公認權威排名前10大，如models.com模特網站的名次，即是評價國際模特兒地位的標竿，但進入前10大排名只能算是標準門檻，並非能上榜的都能稱為超模。除了代言、走秀和封面等重要因素會決定模特兒的知名度和收入外，有時其它時下的流行因素也會間接影響到，例如維多利亞的秘密時尚秀（Victoria's Secret Fashion Show）和超人氣網紅等。要晉升成為一位超模，天時地利運氣等各項因素都很重要，其收入和知名度要雙雙達到模特業內頂尖，獨特鮮明無法仿效的自身形象，以及跨越其他領域的非凡影響力，各項條件均須到位方配擁有超模頭銜。真正超模經得起時間考驗，她或他的名字深具時代意義，甚至成為時代的象徵。
隨著超模一詞被廣泛的使用，原本mdc榜單模特兒的最高級別為「super」，後又向上增添「Legends」項目，「Legends」成為mdc榜單中定義超模的最高級別，如有超模始祖之稱的崔姬，1980年代的「Big 5」辛蒂·克勞馥、克勞蒂亞·雪佛、琳达·伊凡吉莉丝塔、娜歐蜜·坎貝兒和克莉絲蒂·杜靈頓，走紅在1990年代的凱特·摩絲和稱霸千禧年前後的吉賽兒·邦臣，以及成功轉型成為主持人和演員的海蒂·克隆、泰拉·班克斯和蜜拉·喬娃維琪等人都已經脫離超模的階段，晉升為最高等級的「傳奇超模」。

## 世界超模列表

### 歐洲超級名模

#### 英國
- 凱特·摩絲 ***
- 娜歐蜜·坎貝兒 ***
- 崔姬 ***
- 佩奈洛普·特里（Penelope Tree）***
- 珍·诗琳普顿
- 凱倫·艾臣
- 雅斯门·勒·邦
- 莉莉·當勞遜
- 莉莉·高爾
- 露絲·漢丁頓-維莉
- 艾潔妮絲·迪恩
- 史蒂娜·坦娜特
- 卓丹·鄧
- 卡拉·迪瓦伊

#### 法國
- 卡拉·布鲁尼 ***
- 莫嘉妮·杜勒
- 康士坦丝·雅布伦斯基
- 伊娜絲·德·拉·弗拉桑热
- 莱蒂西娅·伽斯搭
- 西格莉德·雅格倫
- 艾梅琳·瓦拉德

#### 德國
- 克勞蒂亞·雪佛 ***
- 海蒂·克隆 ***
- 維魯舒卡（Veruschka）***
- 娜嘉·奧爾曼
- 茱莉亞·斯提格勒
- 東妮·伽姆
- 塔季揚娜·帕迪茲（Tatjana Patitz）
- 凯蒂·妮舍
- 安娜·埃韋斯 (Anna Ewers)

#### 比利時
- 伊莉絲·克倫貝絲
- 漢妮·加比·奧迪爾

#### 荷蘭
- 凱倫·穆德
- 杜魯箏·克魯斯
- 羅拉·史東
- 妮慕·斯密
- 達芬妮·葛洛妮维爾德
- 帕翠西亚·范·德·维列特
- 貝蒂·弗蘭科
- 瑪特·瑪斯
- 愛瑪蕊·施泰珂艾瑪
- 薩斯奇雅·德·布勞

#### 義大利
- 卡拉·布魯尼
- 伊莎貝拉·羅塞里尼
- 艾莉察·羅塞里尼·偉德曼
- 瑪莉亞卡拉·波高諾

#### 西班牙
- 伊瑟·肯娜達
- 伊莉絲·莎特莉

#### 波蘭
- 安嘉·魯貝克
- 安娜·雅高冼思嘉
- 玛德莲娜·弗莱克维亚
- 瑪高莎·貝拉
- 卡莎·斯特拉斯
- 蘇珊娜·碧約
- 莫妮卡·雅克
- 達嘉·齊奧波

#### 烏克蘭
- 斯妮佳娜·奧諾普卡

#### 愛沙尼亞
- 卡門·卡斯
- 狄兒·崔克
- 卡雯·佩特魯

#### 捷克
- 伊娃·赫茲高娃
- 嘉露蓮娜·庫高娃
- 皮特拉·念高娃
- 寶麗娜·波域斯高娃

#### 白俄羅斯
- 坦雅·茲雅希耶娃
- 瑪麗娜·琳查
- 奥嘉·雪拉

#### 羅馬尼亞
- 黛安娜·摩尔多瓦
- 安德亞·迪亞可奴 (Andreea Diaconu)

#### 立陶宛
- 艾迪塔·维爾克薇楚特

#### 匈牙利
- 艾妮可·米哈利克
- 芭芭拉·帕文
- 瓦妮莎·艾森特

#### 拉脫維亞
- 金塔·拉皮娜

#### 丹麥
- 費嘉·貝哈·艾利森
- 海倫娜·克莉史汀森
- 艾嘉妮特·海朗德
- 卡羅琳·布拉什·內爾森
- 娜嘉·班德 (Nadja Bender)

#### 瑞典
- 莉莎·馮沙格里夫
- 米妮·安登
- 費莉達·古斯塔夫臣
- 凱莉·葛爾
- 艾爾莎·霍斯克

#### 芬蘭
- 蘇菲·高波倫

#### 挪威
- 艾瑟琳·斯黛洛

### 俄羅斯超級名模
- 娜塔莉亞·沃迪亞諾娃 ***
- 露拉娜·科爾舒諾娃
- 弗拉達·洛絲亞珂娃
- 莎莎·彼伏瓦洛娃
- 娜塔莎·波利
- 瓦伦蒂娜·赞亚娃
- 安妮·芙雅利茨娜
- 安娜·塞萊茨妮娃
- 黛莉雅·斯托寇思
- 伊琳娜·庫利珂娃

### 美洲超級名模

#### 美國
- 克莉絲蒂·杜靈頓 ***
- 泰拉·班克斯 ***
- 辛蒂·克勞馥 ***
- 史蒂芬妮·西摩 ***
- 蜜拉·喬娃維琪 ***
- 瑞莉·霍爾 ***
- 伊曼 ***
- 羅倫·赫頓 ***
- 卡門·戴爾歐爾菲絲 （Carmen Dell'Orefice）***
- 克里斯汀·麦克梅纳米***
- 琥珀·瓦萊塔 ***
- 貝弗莉·約翰遜 ***
- 多維瑪
- 多莉安·李
- 蘇西·帕克
- 珍·派切
- 帕蒂·汉森
- 伊莱恩·美伦甘
- 珍妮絲·狄金森
- 吉雅·卡兰芝
- 格尼維爾·范思納斯 (Guinevere van Seenus)
- 嘉露蓮·梅菲
- 安琪拉·琳德沃
- 希拉莉·羅達
- 卡莉·克劳斯
- 艾莉桑娜·繆思
- 蘭茜·艾靈臣
- 艾琳·希瑟頓
- 積琪蓮·雅布倫斯基
- 蘭茜·威森
- 卡德拉·斯皮爾斯
- 雪濃·提格絲 （Cheryl Tiegs）

#### 加拿大
- 琳达·伊凡吉莉丝塔 ***
- 莎琳·夏露***
- 雅絲敏·高里
- 黛莉亞·維寶莉
- 克斯汀·奧文 (Kirsten Owen)
- 謝茜嘉·史譚
- 艾瑞娜·拉薩雷努 (Irina Lazareanu)
- 梅根·考莉森
- 希瑟·馬克斯
- 可可·羅恰
- 翠西亞·海爾弗

#### 波多黎各
- 祖安·史摩

#### 巴西
- 吉賽兒·邦臣 ***
- 亞莉安娜·利瑪
- 亞歷珊德拉·安布洛西奧
- 安娜·貝琪茲·巴洛斯
- 伊莎貝莉·芳塔娜
- 卡羅琳·特倫尼
- 布鲁娜·特诺里奥
- 伊莎貝·哥娜特

### 大洋洲超級名模

#### 澳洲
- 艾麗·麥花遜
- 吉瑪·沃德
- 米蘭達·凱爾
- 艾麗絲·班迪奧
- 艾比·丽·科肖
- 凱瑟琳·麥尼爾（Catherine McNeil）
- 茱莉亞·諾碧斯（Julia Nobis）
- 姬絲蒂·軒絲（Kristy Hinze）
- 安德烈·佩伊奇

#### 紐西蘭
- 雷切爾·亨特

### 非洲超級名模
- 艾莉克·慧克(Alek Wek）***
- 莉雅·琦比德
- 伊曼
- 坎蒂絲·史汪尼普
- 雅絲明·華沙美

### 亞洲超級名模

#### 中国大陆
- 劉雯
- 何穗
- 杜鵑
- 秦舒培
- 奚夢瑤
- 雎曉雯
- 汪曲攸
- 刘春杰
- 贺聪
- 孙菲菲
- 李静雯（英语：Jing Wen）
- 游天翼
- 莫万丹

#### 臺灣
- 金禧
- 王思蘊
- 王思偉
- 李晨華
- 吳宜樺

#### 日本
- 杏
- 戴文·青木
- 富永愛
- 岡本多緒
- 大椚千春
- 水原希子

#### 韓國
- 朴慧琳
- 金多郁
- 朴秀珠
- 朴智慧
- 崔素拉
- 李賢尹

```
***
表示目前被mdc遴選為「Legends」
```